# Glissement vieillissement technicité
 (novembre 2023).
Pour les articles homonymes, voir GVT et Glissement (homonymie).
Le glissement vieillissement technicité ou parfois glissement vieillesse technicité (GVT) est un phénomène qui contribue aux variations de masse salariale de la fonction publique française. Il désigne les variations financières, à la hausse ou à la baisse, de la masse salariale d'une organisation (ou a fortiori du pays). Même si le nombre de fonctionnaires stagne, et même si la grande majorité ne reçoit pas d'augmentation de salaire, la masse salariale augmente ou diminue du seul fait que le nombre de fonctionnaires est mieux ou moins payé, soit qu'ils occupent des emplois plus ou moins qualifiés qu'avant, soit qu'ils ont une ancienneté plus ou moins importante, soit pour des raisons démographiques, le salaire augmentant avec l'âge.

## Description
Le GVT est l'une des trois composantes de l'évolution de la masse salariale. Les deux autres sont la valeur du point d'indice salarial et l'évolution du nombre total de fonctionnaires.
On distingue : 
- le GVT positif qui retrace l'incidence positive sur la masse salariale des avancements (à l'ancienneté, aux choix, par concours interne, etc.) et de l'acquisition d'une technicité.
- le GVT négatif qui traduit l'incidence négative sur la masse salariale du remplacement des fonctionnaires âgés (en haut de la grille salariale) par des jeunes (en bas de cette même grille, donc moins bien payés)

En pratique, pour l'État français, les années 2000 ont vu un GVT positif, de l'ordre de 1 %, qui résulte de trois phénomènes :
- des fonctions d'exécution ont disparu, sous l'effet du progrès et de l'informatisation (exemple : les standardistes et les dactylos)
- certaines fonctions sont maintenant assurées par des fonctionnaires d'une catégorie plus élevée. Par exemple, les instituteurs, qui relevaient de la catégorie B, ont été remplacés par les professeurs des écoles, de catégorie A. Les infirmières des hôpitaux se sont également vues proposer le passage en catégorie A, mieux payée, en raison du caractère plus technique qu'avant de leur métier. Comme la France comptait un million d'infirmières et instituteurs, ces deux évolutions ont contribué à faire progresser le cout moyen des fonctionnaires et ont rendu le GVT positif.
- une évolution démographique : un grand nombre d'agents est issu de la génération dite du baby boom, des fonctionnaires nés au début des années 1950 et embauchés en grand nombre dans les années 1970, en particulier dans l'Éducation nationale. Proche de la retraite, au sommet de sa carrière, elle est aussi souvent au sommet de l'avancement de carrière, avec des salaires plus élevés que la moyenne des fonctionnaires. Le grand nombre de fonctionnaires dans cette tranche d'âge dope mécaniquement le salaire moyen des fonctionnaires. C'est le cas même si le salaire de la majorité des fonctionnaires, plus jeunes, ne progresse pas.

Un GVT positif est automatique et prévisible, car il est la conséquence d'un système de promotion sociale et d'avancement, par des concours ou la notation par des supérieurs. Il dépend peu de la politique de recrutement ou de primes accordées au personnel en place. 
Depuis les années 2000, l'effet automatique du vieillissement et d'une plus grande technicité est globalement de l'ordre de 2 % par an. 
Un GVT négatif est lui aussi automatique puisqu'il dépend de la différence de paie entre un partant (un retraité) et un jeune embauché, l'une comme l'autre étant fixé par la position du fonctionnaire, tout en haut ou tout en bas de la grille salariale.
En période de non-remplacement d'un départ à la retraite sur deux de fonctionnaire, le GVT négatif est inexistant. Le fait de diviser par deux le nombre d'embauches a au contraire pour conséquence de diminuer dans la moyenne la part des salaires de début de carrière et donc de la faire augmenter. 
Dans la négociation salariale, les gouvernements utilisent le GVT comme une preuve de l'augmentation du salaire du personnel en place, en se fondant sur le salaire moyen ; les syndicats de fonctionnaires considèrent en revanche que cela revient à tenir pour négligeable d'une part l'évolution du travail effectué au cours de la carrière, d'autre part le GVT négatif, c'est-à-dire la baisse relative de la rémunération des nouveaux fonctionnaires par rapport à leurs ainés. En intégrant le GVT positif comme démonstration de l'augmentation salariale des fonctionnaires, les gouvernements successifs ont pu justifier le gel de la valeur du point d'indice. Ce gel a eu pour conséquence mécanique une perte du pouvoir d'achat des fonctionnaires qui ont une progression de leur GVT inférieure à l'inflation, en particulier pour ceux situés un peu au-dessus du salaire minimum.